# Frankenchrist
Frankenchrist – piąty album zespołu Dead Kennedys, wydany w październiku 1985 roku przez firmę Alternative Tentacles.

## Lista utworów
1. Soup Is Good Food
2. Hellnation
3. This Could Be Anywhere (This Could Be Everywhere)
4. A Growing Boy Needs His Lunch
5. Chicken Farm
6. Jock-O-Rama (Invasion Of The Beef Patrol)
7. Goons Of Hazzard
8. M.T.V. − Get Off The Air
9. At My Job
10. Stars And Stripes Of Corruption

## Muzycy
- Jello Biafra – wokal, producent
- East Bay Ray – gitara
- Klaus Flouride – gitara basowa, wokale
- D.H. Peligro – perkusja
- Tim Jones – klawisze
- Nina T.R. Stapleton – wokale
- Laura T.R. Muetz – wokale
- Julie Hoffman – wokale
- Susan Caldwell – wokale
- Danielle Dunlap – wokale
- Robyn Lutz – wokale
- Kris Carleson – wokale
- Steve DePace – wokale
- Wild Bill – wokale
- Sweet – wokale
- Wee Willy Lipat – wokale
- Microwave – wokale
- Gary Flyod – wokale
- Eugene Robinson – wokale
- Jeff Davis – wokale
- John Cuniberti – miksowanie